# El bronceador
«El bronceador» es el título del sencillo número cuatro de la cantante mexicana Thalía, incluido en su álbum Love. La canción fue presentada en el año 1992. Su ritmo y la sensualidad que desprende hicieron de este, un sencillo de gran popularidad en las discotecas del momento. No tiene un ritmo romántico. Es más bailable, al igual que "Nunca sabrás" y hace referencia a la atracción.

## Vídeo
Existen dos versiones de un vídeo para esta canción. Uno presentado en un programa de TV y otro que se presentó en el especial de Thalia Love en 1993.

### Vídeo del programa
En este vídeo Thalía está en un alberca, toma la crema de bronceador y se lo aplica a uno de los modelos. después todos bailan. El vídeo en sí es Thalía poniendo bronceador a varios modelos y la final bailan. Los hombres se tiran a la alberca y Thalía canta. Así concluye el vídeo.

### Especial Love 1993
Para presentar el vídeo Thalía dice:

Me llega todavía el olor, la agitación de nuestro mar !ah que rico no? como extraño ese calor. Ahí empezaba a morir poquito a poquito mientras mi cuerpo se derretía al sol y su mano me tocaba suavemente dejándome sentir como se resbalan por mi espalda las gotas aceitadas del coco. En medio de ese infernal calor creamos nuestros propios colores mucho más cálidos y brillantes de lo que ya habías visto sentir en alguna ocasión. En varias ocasiones estoy a punto de decirle cuanto deseaba su boca haa! sentía que me quemaba, pero no decía nada. Nos estábamos sofocando en la arena al calor de nuestros soles que nos mojaban. Mi deseo era el suyo. No era nada nuevo, era sólo el nuestro. Lo expresamos sin palabras al dejarnos llevar uno de la mano de otro. Ahí los sueños nos quemaban, nos llevaban hasta lo mas hondo. Eran días imaginarios pero más calientes, más deseados y perfumados. Estaban bañados de bronceador. He aquí, la verdadera historia ¿Vamos?!!
Thalia en el especial Love

En el vídeo Thalía está en un cuarto con bailarines y canta la canción. Inicia botando una pelota y también aparece con un bikini sobre la mano gigante.

## Posicionamiento
| Listas (2006-2007)    | Posiciones |
| --------------------- | ---------- |
| Latin America Top 100 | 17         |
| México Top 100        | 14         |